# The Great War (film)
The Great War è un film del 2019 diretto da Steven Luke.

## Trama
Novembre 1918: durante l'ultima settimana della prima guerra mondiale, sul settore statunitense del fronte occidentale una compagnia di Buffalo Soldier è isolata dietro le linee nemiche. Al capitano Rivers il compito di rintracciarli.